# Carex durieui
Carex durieui là một loài thực vật có hoa trong họ Cói. Loài này được Steud. ex Kunze mô tả khoa học đầu tiên năm 1844.